# Rosellinia mammiformis
Rosellinia mammiformis är en svampart som först beskrevs av Christiaan Hendrik Persoon, och fick sitt nu gällande namn av Ces. & De Not. 1863. Rosellinia mammiformis ingår i släktet Rosellinia och familjen kolkärnsvampar.  Arten är reproducerande i Sverige. Inga underarter finns listade i Catalogue of Life.

## Bildgalleri

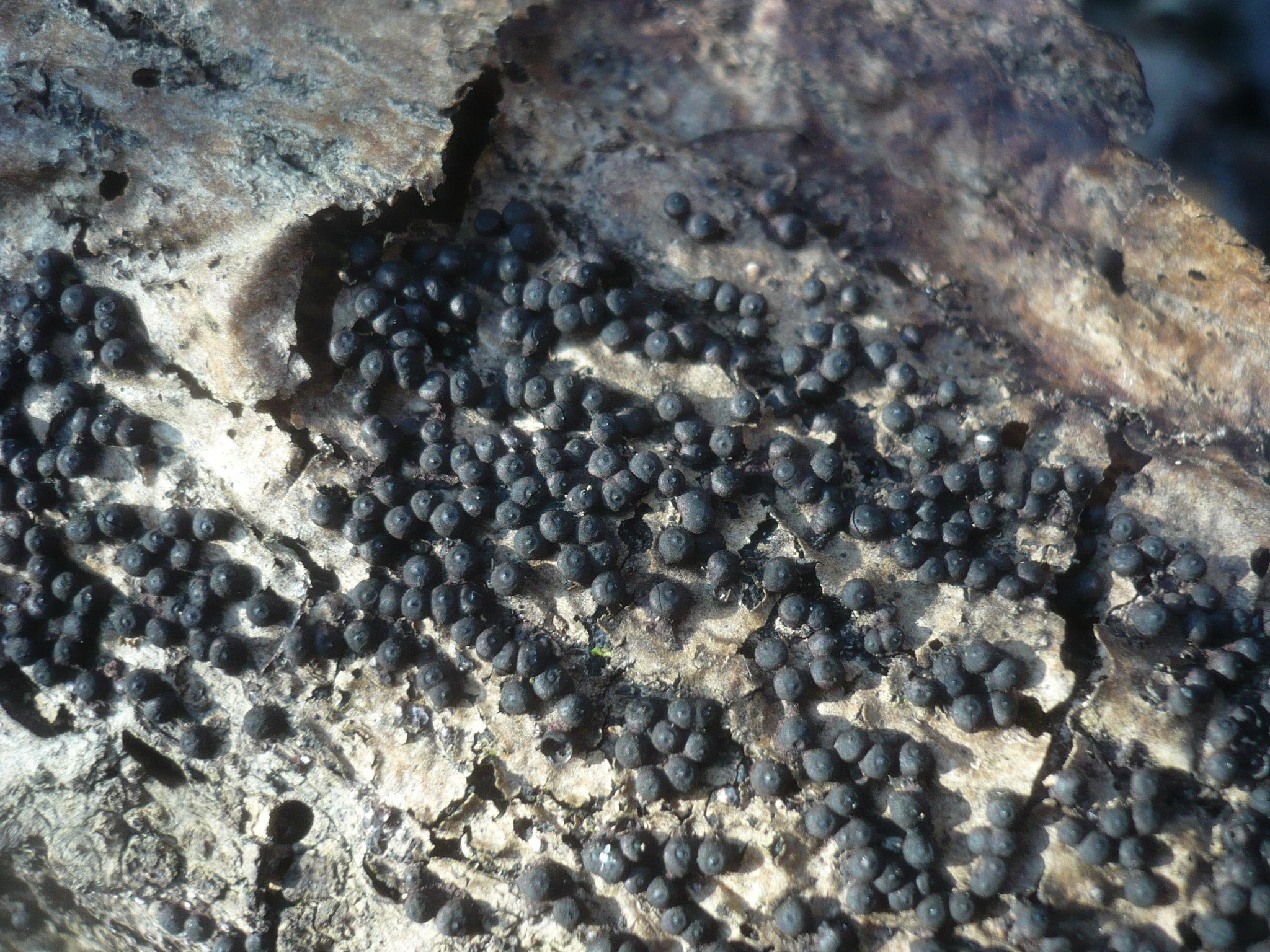